# 하트비거-핀슬러 부등식
하트비거-핀슬러 부등식(Hadwiger-Finsler inequality, -不等式)은 유클리드 기하학 및 삼각법의 부등식으로, 스위스 수학자 후고 하트비거(Hugo Hadwiger)와 역시 스위스 수학자인 파울 핀슬러(Paul Finsler)의 이름이 붙어 있다. 임의 삼각형의 세 변의 길이를 각각 a, b, c, 그 넓이를 S라 할 때 다음과 같이 표현된다.
- {\displaystyle a^{2}+b^{2}+c^{2}\geq (a-b)^{2}+(b-c)^{2}+(c-a)^{2}+4{\sqrt {3}}S.}

부등식의 등호가 성립할 필요충분조건은 이 삼각형이 정삼각형인 것이다. 이 부등식은 보다 일반적인 부등식인 페도의 부등식의 특수한 형태로 볼 수 있다. 또, 이 부등식에서 곧바로 다음과 같은 부등식을 따름정리로 얻을 수 있다.
- {\displaystyle a^{2}+b^{2}+c^{2}\geq 4{\sqrt {3}}S.}

이는 바로 바이첸뵈크 부등식이 된다.

## 같이 보기
- 바이첸뵈크 부등식
- 페도의 부등식

## 참고 문헌
- Finsler, Paul; Hadwiger, Hugo (1937). "Einige Relationen im Dreieck". Commentarii Mathematici Helvetici 10 (1): 316–326. doi:10.1007/BF01214300.